# Gitara elektryczna

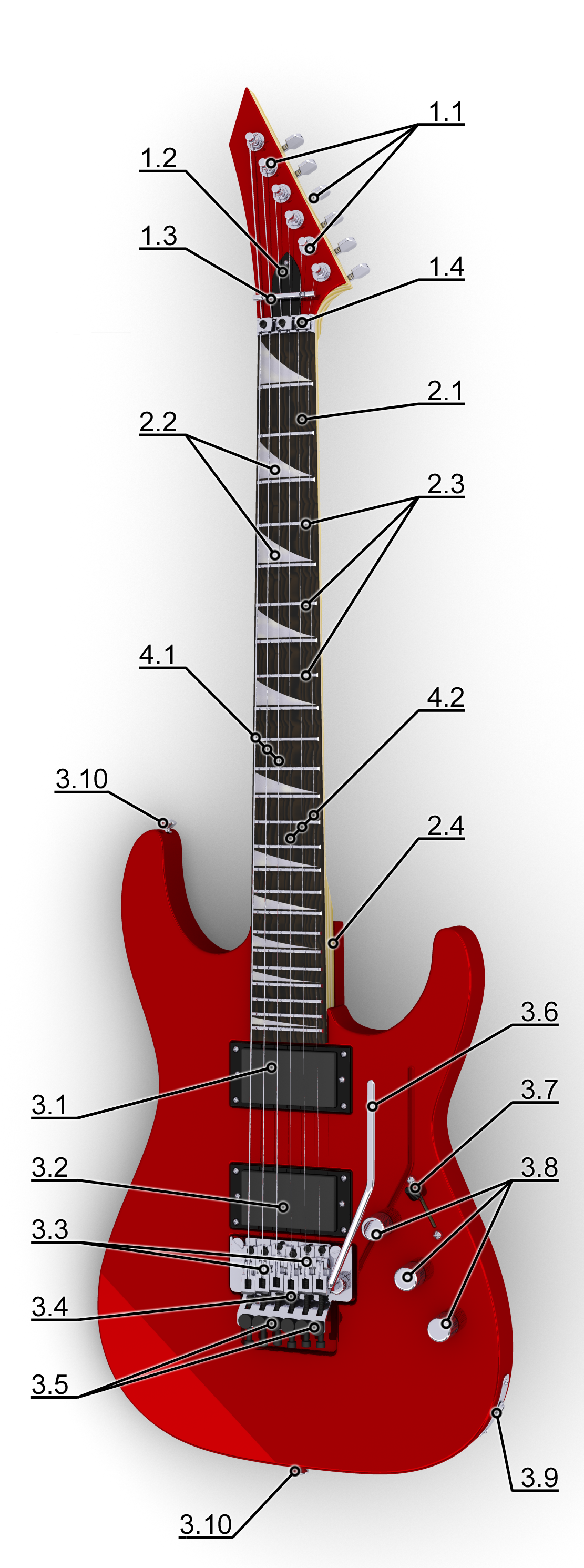
Budowa gitary elektrycznej.
1. Główka: 1.1 maszynki strojnikowe (klucze); 1.2 pokrywa nakrętki regulacyjnej pręta regulacyjnego; 1.3 prowadnica; 1.4 siodełko szyjki (tu z blokadą tremolo).
2. Gryf (szyjka): 2.1 podstrunnica; 2.2 markery; 2.3 progi; 2.4 łączenie gryfu z korpusem.
3. Korpus: 3.1 przetwornik „Neck” (przygryfowy); 3.2 przetwornik „Bridge” (przymostkowy); 3.3 części mostka; 3.4 mostek; 3.5 mikrostroiki; 3.6 ramię „tremolo” (wajcha); 3.7 przełącznik przetworników; 3.8 potencjometry głośności i barwy dźwięku; 3.9 gniazdo wyjścia; 3.10 uchwyty paska.
4. Struny: 4.1 struny basowe; 4.2 struny wiolinowe.

Gitara elektryczna – gitara, w której drgania stalowej struny umieszczonej w polu magnetycznym są przekształcane w zmiany napięcia elektrycznego za pomocą przetwornika elektromagnetycznego.

## Historia gitary elektrycznej
Historia gitary elektrycznej sięga roku 1931, w którym George Beauchamp stracił pracę u producenta gitar National. Pozostając w domu, eksperymentował całe tygodnie przy stole kuchennym, używając prostych narzędzi i materiałów znalezionych w domu: kawałków drutu, magnesów itp. Skonstruował pierwszy przetwornik gitarowy. Już wcześniej, w roku 1925, pragnąc wzmocnić dźwięk gitary, Beauchamp eksperymentował bezowocnie z igłą gramofonu. Wynaleziony przez niego i później opatentowany przetwornik został użyty w pierwszej gitarze elektrycznej.
Została ona zbudowana w ciągu jednego wieczoru przez Paula Bartha, lutnika pracującego dla National, na tym samym kuchennym stole, przy którym pracował jego przyjaciel Beauchamp. Z prototypem pierwszej gitary elektrycznej nazwanej „patelnią” (The Frying Pan) wynalazcy udali się do Adolpha Rickenbackera i namówili go do współpracy przy produkcji instrumentu. Ze względu na powszechnie znane nazwisko (był on kuzynem asa lotnictwa z czasów I wojny światowej, Eddiego Rickenbackera) firmę nazwano Rickenbacker. Firma produkuje do dziś bardzo cenione przez ludzi gitary basowe. „Patelnia” okazała się wielkim sukcesem, choć stosowano ją prawie wyłącznie jako gitarę hawajską.
Producent instrumentów muzycznych, Gibson, stworzył zespół pracujący nad konstrukcją przetwornika podobnego do tego Beauchampa. W wyniku prac w 1935 powstała słynna gitara elektryczna ES-150 (od Electric Spanish Guitar). Była to gitara z pudłem rezonansowym, z charakterystycznymi dla instrumentów smyczkowych otworami po obu stronach nasady gryfu. Posiadała też zestaw przetworników nowej konstrukcji.
Gitara ta osiągnęła wielką popularność i od początku bardzo dobrze się sprzedawała. Jednymi z pierwszych posiadaczy byli Charlie Christian, gitarzysta big bandu Benny’ego Goodmana i jego przyjaciel, bluesman T-Bone Walker. Christian praktycznie z dnia na dzień awansował na frontmana w orkiestrze, definiując brzmienie gitary jazzowej na całe następne dziesięciolecie. T-Bone Walker stał się wzorem dla bluesmanów oraz gitarzystów rockowych.
Mimo niewątpliwego sukcesu, ES-150 sprawiała pewne problemy: powstawały niepożądane wibracje, przydźwięki, sprzężenia zwrotne i inne wady dźwięku. Inżynierowie Gibsona mieli problemy z identyfikacją ich źródeł. Nieoczekiwane rozwiązanie przedstawił wynalazca i gitarzysta Les Paul. Jego pomysłem była gitara pozbawiona pudła rezonansowego. Les Paul nazwał ją The Log, czyli belka, lub deska. Co prawda na frontowej części znalazły się otwory podobne do takich jak w ES-150, lecz były to tylko atrapy. Dla Gibsona takie rozwiązanie okazało się zbyt radykalne i projekt został zarzucony. Energia konstruktorów Gibsona została skierowana w kierunku ulepszenia ES-150.
W 1949 inny producent gitar, Leo Fender, zadebiutował na rynku pierwszą komercyjną gitarą bez pudła rezonansowego, początkowo zwaną Esquire. Później nazwę zmieniono na Broadcaster, by ostatecznie nazwać ją Telecaster. Gitara ta, posiadająca dwa przetworniki typu single-coil, trójpozycyjny przełącznik wybierający przetwornik lub ich kombinacje i 2 potencjometry (regulujące głośność i ton), jest produkowana do dziś praktycznie w niezmienionej formie. Telecaster, wygodny w grze, stał się gitarą popularną wśród muzyków jazzowych i country, a od połowy lat pięćdziesiątych także rockandrollowych.
Gibson, przekonany sukcesem Fendera, zdecydował się wrócić do pomysłu gitary bez pudła. Do współpracy zaprosił wcześniejszego pomysłodawcę i tak powstał w 1952 jeden z najsłynniejszych i produkowany do dziś modeli, którego nazwa uhonorowała wynalazcę, Lesa Paula. Gibson Les Paul cechował się ciepłym i łagodnym brzmieniem i był bardzo wygodny w grze. Wkrótce też, mimo wygórowanej ceny, stał się bardzo popularny.
Gibson ostatecznie poradził sobie też z problemami gitary ES. Jej nowy model ES-335, ze zmniejszonym pudłem (półpudłem), został rozsławiony przez prekursora rock’n’rolla Chucka Berry’ego.
W połowie lat 50. pojawiła się gitara, która pobiła później popularnością wszystkie wcześniejsze. W pierwszych latach produkcji uważana była jednak za model tańszy i mniej profesjonalny np. od Jaguara – było to rozwinięcie Fendera Telecastera, model Stratocaster. Gitara posiadała trzy zestawy przetworników, które mogły być uruchamiane w pięciu kombinacjach. Ze względu na swą cenę, jak i wyjątkową elastyczność kształtowania dźwięku stała się najczęściej wybieraną gitarą. Fender sprzedał jej setki tysięcy sztuk. Powstało też wiele klonów, idących zapewne w miliony sztuk. Tym, kim dla ES-155 był Charlie Christian i dla ES-355 Chuck Berry, dla Stratocastera został Jimi Hendrix, który wypromował tę gitarę w większym stopniu niż ktokolwiek inny. Z kolei pierwszym jej użytkownikiem w Europie był Hank Marvin (The Shadows), dla którego Stratocastera ze Stanów Zjednoczonych przywiózł Cliff Richard.
Ciekawe są losy gitar Gibsona Flying V (Latające V), Explorera oraz Moderne. Gdy nastąpiła ich premiera w 1962 gitary trafiły w „próżnię”. Dopiero ponad 10 lat później doceniony został ich futurystyczny kształt i ostre brzmienie. Stały się potem nieodłącznym atrybutem muzyki heavymetalowej.

## Zasada działania
Zasada działania gitary elektrycznej opiera się na przetwornikach elektromagnetycznych. Wewnątrz przetwornika znajdują się magnesy sztabkowe lub pojedyncze magnesy w kształcie walca, a na karkas nawinięta jest cewka z bardzo cienkiego drutu. Całość umieszczona jest tuż pod strunami. Wskutek drgań metalowych strun znajdujących się w stałym polu magnetycznym magnesów przetwornika w cewce indukuje się napięcie, które jako sygnał wyjściowy z gitary przekazywany jest do wzmacniacza gitarowego, tam zaś przetwarzany i wzmacniany, często również poddany przesterowaniu.
W przypadku gitar elektrycznych, w których są dwie lub trzy przystawki, brzmienie można zmieniać za pomocą 3- lub 5-stopniowego przełącznika znajdującego się przy potencjometrach gitary. Przełącznika tego nie ma, gdy przystawka jest jedna.

## Modele specjalne
Wielu instrumentalistów poszukuje swojego własnego brzmienia, mają swoje preferencje jeśli chodzi o kształt, brzmienie i inne cechy instrumentu. Konstruowane dla nich gitary miewają niekiedy oryginalną postać: instrumentu dwu- lub trójgryfowego, o nietypowym stroju lub brzmieniu, często używane dla nagrania jednego utworu, na przykład Manson 7 String E Guitar w utworze Citizen Erased brytyjskiego zespołu Muse. Inne, jak gitary Carlosa Santany, starannie wykonywane są przez firmę PRS specjalnie dla niego, czy seria gitar Luke, wykonanych przez firmę MusicMan specjalnie dla Steve’a Lukathera, lidera grupy Toto. Dwugryfowa gitara była podstawowym instrumentem Johna McLaughlina w czasie jego gry w The Mahavishnu Orchestra. Jeszcze innym przypadkiem jest gitara Red Special należąca do Briana Maya z grupy Queen, którą wykonał z pomocą ojca będąc jeszcze nastolatkiem.
Szczególnym przykładem specjalnego modelu gitary są instrumenty produkowane przez firmę Novax. Projektanci tego instrumentu podczas badań nad zależnością rozłożenia progów na gryfie a strojeniem gitary odkryli, iż by strojenie gitary było poprawniejsze, progi nie powinny być rozmieszczone równolegle względem siebie. Ponadto w innym eksperymencie wykazano, iż by uzyskać gitarę strojącą idealnie, progi (w postaci miniprogów) muszą być rozłożone dla każdej struny indywidualnie, gdyż w związku z różną grubością strun, ich naciągiem i amplitudą drgań progi nie utworzą linii prostej w żadnej pozycji, zatem rozłożenie progów znane z „klasycznej” gitary, jest kompromisem, takim by możliwości wykonawcze instrumentu były jak najszersze zaś strojenie instrumentu optymalne.